# Ori Ansbacher
Pour les articles homonymes, voir Ansbacher.
Ori Anbacher (2000, Tekoa, Goush Etzion - 7 février 2019, Jérusalem) est une Israélienne âgée de 19 ans, assassinée dans un acte de terrorisme à Jérusalem. Son assassinat cause un émoi national en Israël. Elle est la fille du rabbin de Tekoa et l'arrière-petite-fille de Léo Ansbacher, rabbin d'origine allemande, déporté de Bruxelles vers la France, prisonnier de guerre, d'abord au camp d'internement de Saint-Cyprien (Pyrénées-Orientales) puis au camp de Gurs (Basses-Pyrénées), durant la Seconde Guerre mondiale, où en tant que rabbin, il anime la vie spirituelle.

## Biographie
Ori Ansbacher est née en 2000 à Tekoa, Goush Etzion. Âgée de 19 ans, la fille du rabbin Gadi Ansbacher et de Naama Ansbacher, de Tekoa, est trouvée assassinée dans la forêt de Ein Yael, située entre le Zoo de Jérusalem et le village arabe de Walaja, le jeudi 7 février 2019. 
Ori Ansbacher était une bénévole au centre des jeunes de de Ye'elim à Ein Yael, dans le cadre de son année de service national. Elle était allée dans la forêt après une dispute. Elle aurait dit à des collègues qu'elle avait besoin de solitude et de tranquillité. Comme l'explique une habitante de Tekoa, Mazal Elnekave, les enfants de cette ville sont éduqués dans la "nature", familiers des plantes, des animaux, et donc ce n'est rien de surprenant qu'Ori Ansbacher ait voulu se "réfugier" un moment dans cette forêt
Elle est enterrée au cimetière de Tekoa, le vendredi après-midi 8 février 2019.
Sa fratrie se compose de Shuva Ansbacher, David Ansbacher, Tal Ansbacher et Tama Ansbacher.

## Le meurtrier
Des tests d'ADN permettent de rapidement identifier le meurtrier.[réf. souhaitée]
Arafat-al-Rifaiyeh, âgé de 29 ans, du quartier Abu Snina de Hébron, est arrêté, vendredi soir le 8 février 2019. Il avait quitté Hébron, le jeudi matin 7 février 2019, avec un couteau. Il va au village palestinien de Beit Jala et ensuite se dirige vers la forêt. Dans la forêt, il aperçoit Ori Ansbacher, l'attaque, la viole, et l'assassine. Il est arrêté le vendredi soir 8 février 2019, près de Ramallah. Il s'était réfugié dans une mosquée.  Il était en Israël, illégalement. Le Service de sécurité intérieure israélien (Shabak) mène l'enquête. L'arrestation est le résultat d'une opération conjointe de l'unité civile du contre-terrorisme (Yamam) et la police des frontières,,,,,.
Il passe aux aveux et participe à une reconstitution du crime,.
Il comparait devant un tribunal le lundi 11 février 2019.

## Un acte de terrorisme
L'assassinat est considéré par les autorités israéliennes comme un acte de terrorisme,. Le premier ministre israélien, Benjamin Netanyahu, et son épouse, Sara Netanyahu, rendent visite à la famille d'Ori Ansbacher, à Tekoa,  pour affirmer en personne qu'elle avait été une victime d'un acte de terrorisme,.

## Les réactions
- Les parents d'Ori Ansbacher, le rabbin Gad Ansbacher et son épouse Naama Ansbacher, décrivent leur fille comme: "une âme sainte qui cherchait le sens profond et avait une sensibilité pour chaque personne et être vivant. Elle avait un désir infini de réparer le monde par la bonté"[3].

- Le premier ministre israélien Benjamin Netanyahu, apprenant le meurtre, déclare: La défunte Ori Ansbacher a été assassinée hier soir à Jérusalem avec une brutalité choquante. Dans cette heure difficile nous embrassons tous la famille Ansbacher et la communauté de Tekoa. Les forces de sécurité enquêtent sur le crime. Nous trouverons les responsables et nous agirons avec eux dans toute la mesure permise par la loi[3].

- La ministre de la justice, Ayelet Shaked et l'ancien ministre de la défense, Avigdor Lieberman, déclarent que la peine de mort devrait être appliquée[21].

- Un groupe de palestiniens et d'israéliens prônant la co-existence rendent visite à la famille endeuillée[22],[23].

## Le poème d'Ori Ansbacher
Après la mort tragique d'Ori Ansbacher, une amie trouve dans la chambre de la victime, un poème écrit à la main par Ori Anbacher, traduit ici en français de l'hébreu par  Esther Orner :
Fais

que ce soit ton monde

un monde de paix

une paix éternelle

une paix cachée

souviens-toi

de la jeune fille que tu es

du miel avant

que l’on t’écrase

prends sur toi

à nouveau

cette douceur

qui était

à toi

qui vivait sa disparition

et construis-toi un monde

un monde de paix

d’avant ces négociations avec toi-même

avec ton bien aimé

avant les accords

les remises en question

et les guerres

fais la paix pour toi

en toi